# Lithi fluoride
Lithi fluoride là một hợp chất vô cơ với công thức hóa học được quy định là LiF. Hợp chất này tồn tại dưới dạng một chất rắn không màu, chuyển sang màu trắng đi kèm với việc giảm kích thước tinh thể. Mặc dù không mùi, lithi fluoride có vị đắng và gần như muối. Cấu trúc tinh thể của nó tương tự như natri chloride, nhưng hợp chất này ít hòa tan trong nước. Hợp chất này chủ yếu được sử dụng như là một thành phần của muối nóng chảy. Sự hình thành LiF từ các nguyên tố giải phóng một trong những năng lượng cao nhất trên một khối lượng của các chất phản ứng, chỉ đứng sau BeO.

## Ứng dụng
Flo được sản xuất bằng phương pháp điện phân kali bifluoride lỏng chảy. Sự phân giải này cho kết quả hiệu quả hơn khi điện phân chứa một vài phần trăm hợp chất LiF, lý do là vì nó tạo thuận lợi cho việc hình thành giao diện Li-C-F trên các điện cực bằng carbon. Một muối lỏng hữu ích, FLiNaK, bao gồm một hỗn hợp của LiF, cùng với natri fluoride và kali fluoride. Chất làm mát ban đầu cho Thí nghiệm Lò phản ứng Molten-Salt là FLiBe; LiF–BeF2 (66–33% mol).

## Xuất hiện trong tự nhiên
Hợp chất lithi fluoride rất hiếm trong tự nhiên, dạng chất xuất hiện được biết đến là dạng khoáng griceit.